# گریت پکستون
گریت پکستون (به انگلیسی: Great Paxton) یک روستا و محله مدنی در بریتانیا است که در هانتینگدونشر واقع شده‌است. گریت پکستون ۱٬۰۰۷ نفر جمعیت دارد.